# Encarsia hansoni
Encarsia hansoni är en stekelart som beskrevs av Evans och Andrew Polaszek 1998. Encarsia hansoni ingår i släktet Encarsia och familjen växtlussteklar.
Artens utbredningsområde är Costa Rica. Inga underarter finns listade i Catalogue of Life.